# Sawolschje (Region)
Die Region Sawolschje  (russisch Заволжье; wörtlich: hinter der Wolga) ist eine russische Landschaft, die sich jenseits des linken (östlichen) Wolgaufers erstreckt, zwischen der Wolga, dem Ural, dem Nordrussischen Landrücken und der Kaspischen Senke. Unterschieden wird die Hohe Sawolschje (russ. Высокое Заволжье; Transkription: Wysokoe Sawolschje; Höhe bis 418 m) im Osten und die Niedere Sawolschje (russ. Низкое Заволжье; Transkription: Niskoe Sawolschje) im Westen.
Die Namen der Städte Sawolschsk und Sawolschje sind von der Sawolschjeregion abgeleitet.

## Hohe Sawolschje
Die Hohe Sawolschje umfasst die Erhebungen:
- Kamahöhen (russisch Верхнекамская возвышенность, Werchnekamskaja woswyschennost) (Höhe bis 337 m);
- Wjatski Uwal (russisch Вятский Увал) (Höhe bis 284 m);
- Bugulminsko-Beelbejewskaja-Erhebung (russisch Бугульминско-Белебеевская возвышенность, Bugulminsko Beelbejewskaja woswyschennost) (Höhe bis 418 m);
- Obschtschi Syrt (russisch Общий Сырт) (Höhe bis 405 m).

In der Hohen Sawolschje finden sich Gesteine und Minerale aus dem Perm: Sandstein, Glimmerschiefer, Mergel, Kalkstein, Dolomit und Gips. Im Süden finden sich Tonminerale und Sand der im Mesozoikum entstanden ist. Das Bodenrelief ist von Erosionen geprägt. Die oberste Gesteinsschicht wird von den letzten Überresten früherer Erhebungen gebildet – stark verwitterte Hügel mit gleichmäßigen Abhängen und einer runden Kuppe, sogenannte Schichani (russ. шиханы). Die Schichani in der Sawoloschjeregion und im westlichen Uralgebiet sind Überreste von Kalkriffen eines alten Meeres.
Die unteren Erosionsschichten im Hohen Sawolschjegebiet sind eben. Karstgebiete sind hier weit verbreitet.
In der Steppe der Sawolschje zwischen dem Fluss Kama und der Stadt Samara gab es früher viele Kiefernwälder. Das war noch im 7. bis 13. Jahrhundert so, als hier das Reich der Wolgabulgaren existierte. Ein arabischer Reisende berichtete im 12. Jahrhundert, dass die Häuser der Bulgaren aus Kiefernstämmen gebaut sind. Der russische Reisende Nikolaj Rytschkow (Николай Петрович Рычков; 1746–1784) fand hier "in den Bergen einige Kiefernwälder" vor. Gegenwärtig sind lediglich einige kleinere Kiefernwälder erhalten geblieben, die über das Gebiet der Hohen Sawolschjeregion verstreut sind, besonders auf felsigen Hügeln oder Schotterhügeln und auf steilen Abhängen. Die Erhaltung dieser Kiefernwälder hat eine große Bedeutung für die Wissenschaft und für die Forstwirtschaft.

## Niedere Sawolschje
Die Niedere Sawolschje ist eben, hat eine Höhe von 125 bis 150 m und erstreckt sich zwischen dem linken Wolgaufer von Kasan bis Kamyschin. Sie ist eine tektonische Falte, die im Känozoikum mit Sand- und Tonablagerungen aus dem als Kaspischen Meer aufgefüllt wurde. Die Sawolschje-Region ist von Wäldern, Waldsteppen und Steppen mit kontinentalem Klima geprägt. Die Sawolschje-Region ist reich an Erdölvorkommen. Hier liegt unter anderem auch das Erdöl-Gasvorkommen Wolga-Ural.